# Ogórczak japoński
Ogórczak japoński (Cucumaria japonica) – gatunek mułożernej strzykwy z rzędu ogórkowców (Dendrochirotida) osiągający do 40 cm długości i 1 kg masy ciała. Występuje w morzach wschodnioazjatyckich. W Morzu Japońskim jest pospolity. Najczęściej jest spotykany na głębokościach 5–10 m, na mulistym lub skalistym dnie. 
Ciało zaokrąglone, smukłe, z 5 rzędami nóżek ambulakralnych. Otwór gębowy otacza wieniec 10 rozgałęzionych czułków. Embriogeneza i rozwój larwalny tego gatunku zostały poznane. W rozwoju występuje larwa typu witellaria. 
Ogórczak japoński porusza się wolno, pełzając. Zjada plankton oraz szczątki organiczne pobierane z mułem. Jest ceniony w kuchni chińskiej. Poławiany komercyjnie w celach spożywczych, na Dalekim Wschodzie stanowi jeden z najważniejszych użytkowych gatunków szkarłupni.

## Przypisy

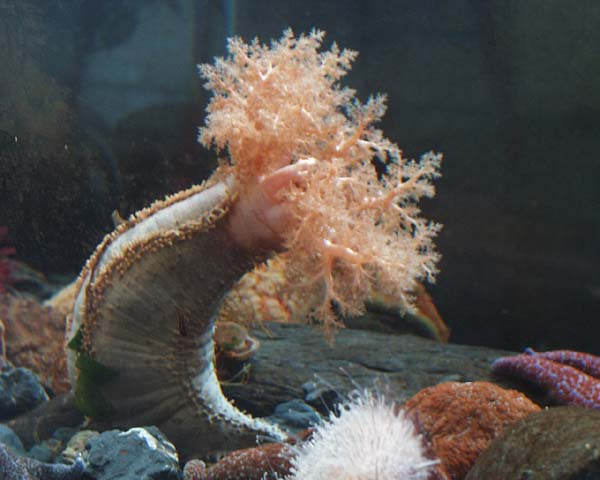
Ogórczak japoński